# Tolhuin
Tolhuin è una città dell'Argentina, appartenente alla provincia della Terra del Fuoco, 103 km a nord di Ushuaia.